# حییم سبان
حییم سبان (عربی: حاییم صبان، عبری: חיים סבן‎؛ زادهٔ ۱۵ اکتبر ۱۹۴۴) کارآفرین، و تهیه‌کننده تلویزیونی اسرائیلی و آمریکایی است. او با ۳ میلیارد دلار ثروت ۱۴۳ مین ثروتمند آمریکایی است.

## زندگی‌نامه
سبان در اسکندریه مصر در یک خانواده مصری و یهودی متولد شد. در سال ۱۹۵۶، خانواده سبان به همراه بیشتر جامعه یهودیان مصر به اسرائیل مهاجرت کردند.

## دیدگاه‌های سیاسی و اهدای پول
سبان بزرگترین دغدغهٔ خود را محافظت از اسرائیل می‌داند. او مستمراً به حزب دمکرات آمریکا کمک مالی کرده است.